# Marstal Skole
Marstal Skole er folkeskolen i Ærø Kommune. Den har 450 elever fordelt på 22 klasser mellem 0. – 10. klasse, samt et specialklassetilbud. 
Da Ærøskøbing Skole blev nedlagt i 2007, fik Marstal alle elever fra 7. – 8. klasse. 0. – 6. klasse for resten af Ærø Kommune bliver varetaget af henholdsvis Rise Skole, i Store Rise, og Søby Skole, i Søby. I 2013 blev alle eleverne samlet på Marstal Skole. 

## Eksterne Henvisninger
Marstal Skoles hjemmeside Arkiveret 20. marts 2007 hos  Wayback Machine
| Skole | Spire Denne artikel om en skole, en uddannelsesinstitution eller uddannelse er en spire som bør udbygges. Du er velkommen til at hjælpe Wikipedia ved at udvide den. |

|  | Denne artikel om en bygning eller et bygningsværk kan blive bedre, hvis der indsættes et (bedre) billede. Du kan hjælpe ved at afsøge Wikimedia Commons for et passende billede eller lægge et op på Wikimedia Commons med en af de tilladte licenser og indsætte det i artiklen. |

54°51′23″N 10°30′36″Ø / 54.85639°N 10.51000°Ø